# 大町自動車学校

## 概要
大町自動車学校（おおまちじどうしゃがっこう）は、佐賀県内に大町校（佐賀県杵島郡大町町）と鍋島校（佐賀県佐賀市鍋島町）の2校を擁する指定自動車教習所である。大町校は有限会社大町自動車学校（1960年設立）が運営し、鍋島校は株式会社OMCN（1980年設立、旧社名：株式会社若楠自動車学校）が運営する[1][2]。両校は法人格上別組織であり、それぞれ独立した経営を行っているが、いずれも代表取締役は鶴田英司氏が務めており、協力関係にある。大町校・鍋島校ともに佐賀県公安委員会から指定を受けた公認教習所で、普通自動車や自動二輪車をはじめ各種運転免許の教習を提供している[1]。

## 沿革（大町校）
1960年（昭和35年）：有限会社大町自動車学校として設立。 2018年8月：鶴田氏が代表取締役に就任。 2017年～2019年：鶴田英司（代表取締役）が全国指定自動車学校協会の長期ビジョン研究会にて、紙の教習原簿のデジタル化構想を提唱[4]。 2019年8月：佐賀豪雨により校舎が浸水し、紙の教習原簿が水没。デジタル教習原簿の実装を加速する契機となる[4]。 2021年6月：株式会社プロフィットとの協力により教習原簿のデジタル管理システムを導入。全国の指定自動車教習所で初めて、教習原簿へのハンコ押印を廃止し、iPad等による電子承認運用を開始。併せて、佐賀県内で初めてライブ配信型のオンライン学科教習も導入[4]。

## 沿革（鍋島校）
1980年（昭和55年）：株式会社若楠自動車学校として設立。 2019年：旧経営者の死去により運営が停滞。鶴田氏がM&Aにより経営権を取得し、再建に着手[2]。 2019年10月：会社名を株式会社OMCNに変更し、教習所名を「大町自動車学校 鍋島校」に変更。 2020年1月：鍋島校として営業再開。 2022年6月：ドローン教習所「ドローン教習所佐賀鍋島校」開設[3]。 2023年4月：格安携帯サービス「エックスモバイル」の販売を鍋島校内で開始[3]。

## 取得可能な免許
大町校：普通自動車第一種、準中型自動車、中型自動車、普通自動二輪車、大型自動二輪車、普通自動車第二種 鍋島校：普通自動車第一種、普通自動二輪車、大型自動二輪車

## 特色
両校は「ほめる教習」を指導理念に掲げ、インストラクター全員が「ほめ達検定3級」を取得している。加えて、教習業務のDX（デジタルトランスフォーメーション）にも積極的で、教習原簿の電子化やオンライン学科教習の導入など、全国の教習所の中でも先進的な取り組みを行っている[4]。鍋島校では、ドローン教習や格安スマホ販売といった地域密着型サービスも展開している[3]。